# Скот Лосон
Скот Лосон (енгл. Scott Lawson; 28. септембар 1981) професионални је рагбиста и репрезентативац Шкотске, који тренутно игра за енглеског премијерлигаша Њукасл. Као дечак је почео да тренира рагби и прошао је млађе селекције у РФК Бигар. У професионалној каријери играо је за Глазгов 2004–2007. (43 утакмице, 10 поена), Сејл 2007–2008. (4 утакмице), Глостер 2008–2012. (59 утакмица, 20 поена) и 2012–2013. Лондон Ајриш (18 утакмица), пре него што је дошао у Њукасл, за који је до сада одиграо 35 утакмица и постигао 15 поена. За репрезентацију Шкотске до сада је одиграо 46 тест мечева и постигао 10 поена. Има две кћерке и два сина.